# کنجی سودا
کنجی سودا (انگلیسی: Kenji Soda؛ زادهٔ ۱۲ فوریهٔ ۱۹۴۸) بازیکن بسکتبال اهل ژاپن بود.